# George Campbell (futbolista nacido en 1864)
George Campbell (1 de diciembre de 1864 - 4 de abril de 1898) fue un futbolista escocés.

## Trayectoria
George Campbell comenzó su carrera en el Renton F.C., un equipo que en ese momento era uno de los más importantes de Escocia. En el club también jugaban otros dos futbolistas de apellido Campbell, Johnny y Harry, aunque ninguno de los tres tenía parentesco. Campbell se unió al equipo como mediocampista después de que varias figuras clave se marcharan tras los títulos del Renton en la Scottish Cup y el Campeonato Mundial no oficial de 1888.
A pesar de estos cambios, el equipo siguió rindiendo a un alto nivel, ganando la Glasgow Merchants Charity Cup y siendo invitado a unirse a la Scottish Football League en su temporada inaugural (1890-91). Sin embargo, el club fue expulsado debido a problemas con el profesionalismo, lo que afectó también a sus jugadores.
En el plano personal, Campbell fue convocado para una prueba con la selección nacional de Escocia en marzo de 1890, pero no fue seleccionado, ya que algunos jugadores que habían estado ausentes en las pruebas volvieron a estar disponibles.

### Paso por Inglaterra
Tras la desaparición del Renton, Campbell fichó por el Aston Villa de la Football League, junto a su excompañero Jimmy Brown. En el censo de 1891, ambos aparecían viviendo en Birmingham, junto a Jimmy Cowan, otro futbolista escocés de la misma región.
Mientras Cowan se convirtió en una pieza clave del Aston Villa, Campbell y Brown tuvieron menos protagonismo. Ninguno de los dos jugó la Final de la FA Cup de 1892, y en 1893 ambos dejaron el club y tomaron caminos separados. Brown se unió al Leicester Fosse.

### Regreso a Escocia y retiro
Campbell regresó a Escocia para unirse al Dundee, que acababa de formarse tras la fusión de dos clubes.Su llegada coincidió con la legalización del profesionalismo en la Scottish Football League, lo que permitió a los clubes más grandes fortalecerse.
Campbell fue nombrado capitán del equipo y jugó en el club hasta el final de la temporada 1894-95.Sin embargo, problemas de salud lo obligaron a retirarse del fútbol. Su estado empeoró en los años siguientes y falleció en 1898.